# Girafe du Cap
Giraffa camelopardalis giraffa, Giraffa giraffa giraffa · Girafe d'Afrique du Sud
Sous-espèce
Répartition géographique
La Girafe du Cap ou Girafe d'Afrique du Sud est une sous-espèce de girafe qui vit en Afrique du Sud et dans les pays voisins.
On attribue cette sous-espèce, soit à l'espèce Giraffa camelopardalis (classification traditionnelle) sous le nom G. c. giraffa, soit à Giraffa giraffa (espèce proposée) sous le nom G. g. giraffa,.

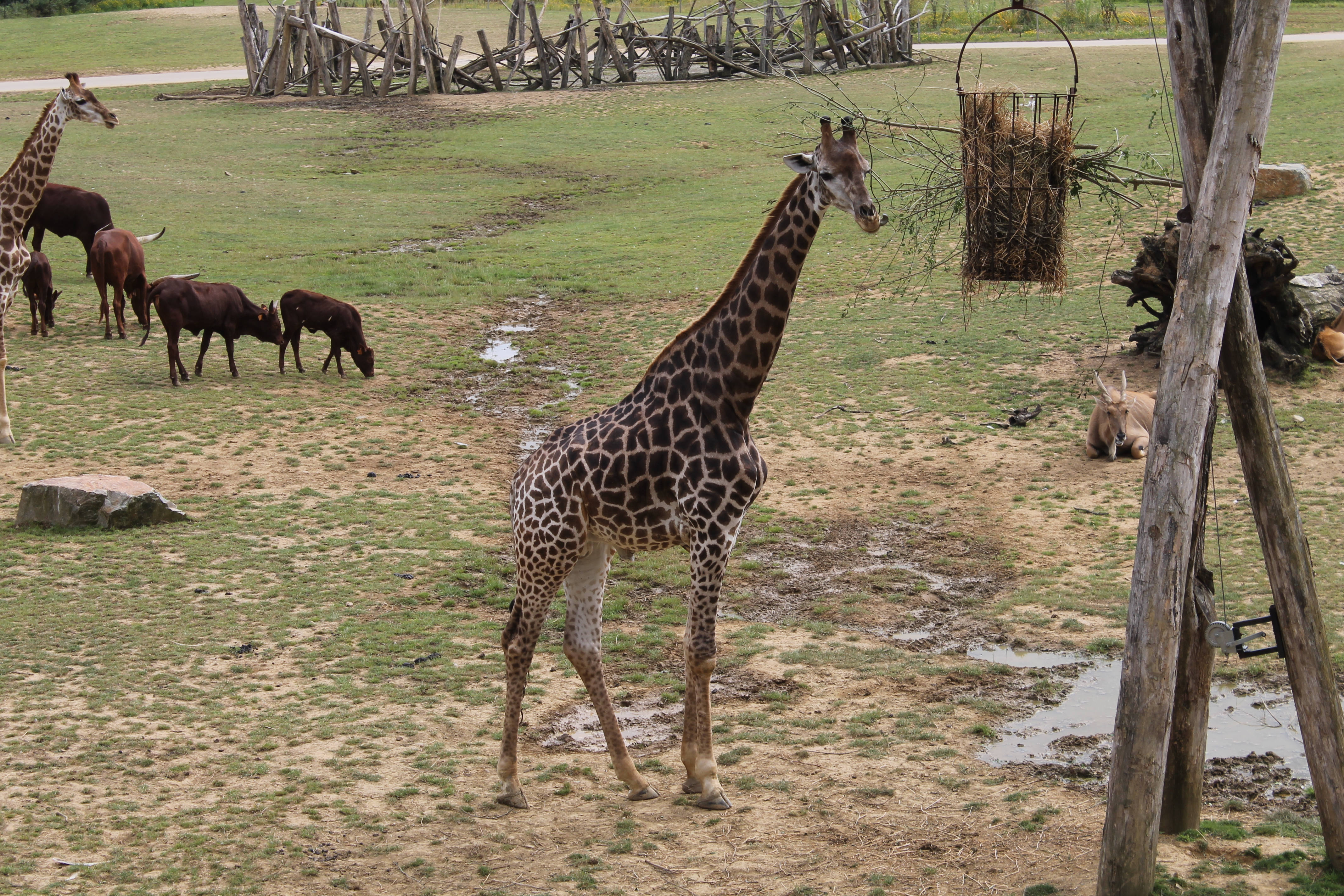
Une girafe du Cap à Planète sauvage.